# Stenamma picetojuglandeti
Stenamma picetojuglandeti är en myrart som beskrevs av Arnol'di 1975. Stenamma picetojuglandeti ingår i släktet Stenamma och familjen myror. Inga underarter finns listade i Catalogue of Life.